# Gustaf Hellbacken
Gustaf Hellbacken, född som Gustaf Petterson 19 maj 1885 i Ludvika, död 2 september 1961 i Ludvika, var en svensk hemmansägare och politiker (s).
Gustaf Petterson var ägare till hemmanet Hällbacken, vilket också blev förebild för hans efternamnsbyte 1945 för att undvika förväxlingar med andra riksdagspolitiker med efternamnet Petterson. Han var ledamot av Sveriges riksdags andra kammare 1922–1952 för Socialdemokraterna, invald i Kopparbergs läns valkrets.
Gustaf Hellbacken styrde Ludvika socken som kommunfullmäktiges ordförande i 28 år. Han tillhörde direktionen för Ludvika lasarett och var dess ordförande i 14 år. Han var dessutom riksdagsman för det socialdemokratiska partiet i Dalarna i 31 år och genomförde en valturné i Dalarna med bland andra Hjalmar Branting på motorcykel med sidovagn. Ofta bar det sig så att hyran för vallokalen skulle betalas ur egen ficka.
Utan hans insatser hade Ludvika kommun saknat sitt lasarett idag. Han kämpade år 1954 för lasarettets utbyggnad i en tid då investeringsförbud i offentliga byggnader rådde i hela landet, men Gustaf Hellbacken lyckades med konststycket att få igenom sina krav. På den relieftavla som sattes upp i foajén till Ludvika lasarett, efter hans bortgång, står det bland annat inpräntat: "Stor var hans kärlek till hembygden," vilket mycket väl stämmer med hans eftermäle.
Han var pådrivande och ansvarig för Ludvika Arbetarekommuns bildande år 1905, något som också firades på 100-årsdagen år 2005 då en hel busslast med människor besökte gården i Persbo för att hedra Gustaf Hellbackens minne.
Hellbacken blev föreslagen som kandidat till landshövdingeposten i Falun 5 år innan sin bortgång, men avsade sig av åldersskäl.